# Gigante-Inseln
Die Gigante-Inseln, teilweise auch Gigantes-Inseln (englisch Gigantes Islands) genannt, sind eine Inselgruppe im Archipel der Visayas in den Philippinen. Die Gruppe aus etwa 14 Inseln liegt in der westlichen Visayas-See, ca. 26 km nordöstlich der Insel Panay. Der kleine Archipel gehört zum Verwaltungsgebiet der Gemeinde Carles und damit zur Provinz Iloilo.

## Inseln
Zu den Gigante-Inseln gehören u. a. folgende Inseln:
| Inselname      | Aliasname          | Koordinaten           | Fläche (km²) | Einwohner |
| -------------- | ------------------ | --------------------- | ------------ | --------- |
| Balbagon       |                    | 11° 35′ N, 123° 17′ O | …            | 0         |
| Ojatras        | Pandan             | 11° 34′ N, 123° 17′ O | …            | 0         |
| Turnina        |                    | 11° 35′ N, 123° 18′ O | …            | 0         |
| South Gigante  |                    | 11° 35′ N, 123° 20′ O | …            |           |
| Antonio Island |                    | 11° 33′ N, 123° 21′ O | …            | 0         |
| Cabugao        |                    | 11° 34′ N, 123° 21′ O | …            | 0         |
| North Gigante  |                    | 11° 37′ N, 123° 21′ O | 5            |           |
| Bantigue       | Isla sang Bantigue | 11° 34′ N, 123° 21′ O | …            | 0         |
| Bantigui       |                    | 11° 34′ N, 123° 22′ O | …            | 0         |
| Gigantillo     |                    | 11° 37′ N, 123° 22′ O | …            | 0         |
| Bulubadiang    |                    | 11° 37′ N, 123° 22′ O | …            | 0         |
| Gigantona      |                    | 11° 37′ N, 123° 22′ O | …            | 0         |
| Gigantuna      |                    | 11° 37′ N, 123° 22′ O | …            | 0         |
| Uayadajon      |                    | 11° 38′ N, 123° 22′ O | …            | 0         |

## Tourismus
Die Hauptinseln der Gigante-Inseln kann von den Fischereihäfen in des Barangay Bancal und von der Gemeinde Estancia aus erreicht werden. Die Fahrt von der Bancal-Bucht dauert zwischen 45 Minuten und etwa einer Stunde.
Die Inseln bieten weiße Sandstrände, hochaufragende Felskliffe und zahlreiche Höhlensysteme.